# جون دونالد ويد
جون دونالد ويد (بالإنجليزية: John Donald Wade)‏ هو كاتب سير أمريكي، ولد في 28 سبتمبر 1892 في مارشالفيل في الولايات المتحدة، وتوفي بنفس المكان في 9 أكتوبر 1963.